# 村上ショージ
村上 ショージ（むらかみ ショージ、1955年〈昭和30年〉5月28日 - ）は、日本のお笑いタレント。本名は村上 昭二（むらかみ しょうじ）。
愛媛県今治市出身。吉本興業東京所属。血液型B型、身長164cm。すべり芸を得意とする。村上ジョージは誤記。

## 略歴
瀬戸内海に浮かぶ伊予大島の愛媛県越智郡吉海町で、村上家の三男として生まれる。「昭和の時代に生まれ、常に二番手を走れ、という意味で昭二と名付けられた」と本人がたびたび話していたが、2007年3月3日放送の『MBSヤングタウン土曜日』で「本当は名前の由来は分からない。聞かれたときに何か答えなければならないと思い、そのように答えていた」と話し、名前の由来すらもネタにしていたことが発覚した。よく「村上ジョージ」と間違われ、一時期はこれを芸名にしていたこともあった。また村上水軍の末裔と語っていたこともあるが家系図などは見つかっておらず、実際末裔かどうかは不明。
母を早くに亡くし、父も身体が悪く生活保護を受けた。中学卒業後、親戚の伝で広島県因島市（現：尾道市）に移り、因島高校の定時制に通いながら日立造船因島工場で溶接工として働いた。1976年、造船所の溶接仕事の合間に見た『ヤングおー!おー!』（毎日放送制作・TBS系）の明石家さんまを見て、「この人になろう！」と決意する。実は、それまでもお笑いをやりたくて、吉本に入りたくて仕方なかったが、父親が反対したため、親孝行のために地元で就職していた。しかし父親が亡くなって兄から「好きに生きろ」との許可が降り、1977年、吉本入りを志願し大阪へ向かった。面接の時、吉本の面接官から「何が出来る？」と問われ「溶接です」と答えた（この事から、初めて吉本から与えられた仕事は劇場の手摺の溶接だった）。
「楽そうだから」「優しそうだから」という単純な理由で、吉本所属の漫談家だった滝あきらに弟子入り。その後、「ヤングおー!おー!」の「パッパラパーズ」のメンバーとなり、全国ネットのテレビ番組に出演。その後も『さんまのサタデーナイトショー』（テレビ東京）などで東京進出を果たす。兄弟子に司会者の滝トール、タレントの九十九一らがいる。ただし九十九が、師匠である滝の葬式に姿を現わさなかったことで、後に顔を合わせた際に「義理人情がないのか」と口論になったことがある。
京都花月劇場で初舞台を踏むが、ドジョウを一匹丸ごと飲み込むという芸を披露し観客席からは悲鳴が上がってしまった。弟子であるさんまの友達の初舞台ということでこれを見物していた笑福亭松之助は憤慨し、大阪で仕事中のさんまを京都まで呼び出し「二度とドジョウ飲むなと言っとけ」と注意した。
1982年、岡田祐治と漫才コンビ・NGIIとして今宮こどもえびす新人漫才コンクールに出場。ダウンタウンによると、大賞の筆頭候補だったが大賞を獲ったのは、そのダウンタウン。NG2は奨励賞受賞。
1980年代後半、人気バラエティ番組『オレたちひょうきん族』（フジテレビ系）に、お笑いトリオの何人トリオ（旧・難民トリオ）の一員としてレギュラー出演。ギャグだけを売りにするギャグ芸人の代表格で、「ドゥーン」「何を言う・早見優」などのダジャレ交じりのギャグで有名になる。番組内では、いつものようにショージが「なにを言う」のギャグを言った後、突然、早見優自身が実際に登場して「はやみゆう!」と叫んだことがあり、その後、失笑し続ける早見に対して、ショージやさんま達が唖然とした表情で彼女を見つめるシーンがあった。
近年は専ら明石家さんまの相方的存在で、数々の番組で共演している。また、さんまの個人事務所である「オフィス事務所」にもラサール石井らと共に籍を置き、年末年始にはさんまのオーストラリアの別荘で過ごしている。出会った当初からさんまに惚れ込んでいたようであるが、時折他の誰もがためらうような「厳しいツッコミ」を暴走したさんまに放っている。年齢は同じだが、芸能界デビューが若干遅いため「兄さん」「先生」などと呼んでいるが、稀に「お前」「あんた」などとも呼ぶこともある（ただし、さんまは特に怒らず、それから新たな笑いを生み出すこともある）。
1989年にモデルと結婚。仲人は当時夫妻だったさんま・大竹しのぶ（ただしさんま自身は所用で披露宴を欠席したため不仲説が出た）が務めた。長女も誕生するなど円満な家庭を築いているかに見えたが、その後1999年に離婚。なお、離婚直前に出演した『はなまるマーケット』（TBS）で、離婚をほのめかすような発言をしていた。そして離婚したのをきっかけに同年からさんまからの勧めで大阪を離れ、東京に住居を置くようになった。現在は東京と同時に大阪にも住居を置いている。
総合格闘技イベント「PRIDE」ではリングアナウンサーの一員を務めた。紋付袴姿で登場して扇子を見ながら選手名を叫ぶのが基本スタイルで一切ギャグはない。他のリングアナが代替わりして、2000年からの参加なのに対して、1997年の第1回大会からリングアナを継続しているショージは最古参のメンバー。最初は違和感を覚えられて、一説には「第1回大会に村上一成選手と小路晃選手が出場して、「村上」と「小路」で主催者がギャグで起用した」と囁かれた。回数を重ねるうちにいつの間にか「いるのが当たり前」となり、アナウンスの前に観客から「ショージ!」と声援を受けるまでになった。大阪大会では一際人気が高かった。
2005年にドラえもんの新声優オーディションを受けた。「ぼくドラえもんでっせ」という斬新な「関西弁のドラえもん」で関係者を爆笑させたが、内定には至らなかった。それ以前では、本人役としてテレビアニメに出演したこともある（『こちら葛飾区亀有公園前派出所』、「両さん、選挙に立つ」にダメダメボーイズの一員として出演）。
TBS系で2006年9月24日に放送された『DOORS 2006』では予想外の健闘を見せ、数多い若手芸人に勝る意外な運動神経を見せた。富士急ハイランドのジェットコースター「ええじゃないか」に乗りながらのクイズには唯一の全問正解を成し遂げ、マウンテンバイクで湖の上の浮き橋を疾走するゲームでは最高ポイントを獲得する。決勝戦では品川祐（品川庄司）に敗れるが、番組中に獲得したポイント (125P) は、全参加者の中で最多であった。他の参加者が「テレビ受け」を意識したボケ行動をとる中、終始、真摯にゲームに参加した姿は、ショージ本人が普段から見せる「すべり芸」とは全く異なるものだった。
なお、最近では後輩のぜんじろうとのコンビ「ややウケちょいウケ」を結成。ルミネやよしもと浅草花月に出演。M-1グランプリにも出場し、3回戦まで進出。
タキシードを着てテレビ番組に出演することが多く、トレードマークになりつつある（本人もタキシード姿には自信があると言っている）。
大阪で炭火焼鳥「くっくどぅ〜ん」、居酒屋「村上食堂」を経営・プロデュースし、本人もまれに食事をしに来ていた。2014年に両店舗のプロデュースを退任、店舗名も「漁火酒場まつかぜ」に変更されている。
2015年7月から大手居酒屋チェーンアンドモワ株式会社より居酒屋「しょうゆうこと」をプロデュース。2015年9月1日時点で、本人ゆかりの地である愛媛県松山市、広島県広島市、大阪府大阪市中央区に計3店舗出店したが後に全店閉店した。
2009年8月のよしもとオンラインでハローバイバイの金成公信（当時。ハローバイバイは2009年12月解散。）と「なりきんショージ」というコンビを結成。その年のM-1グランプリにも出場し、準決勝進出を果たした。しかし敗者復活戦には唯一欠場した。
2012年11月23日公開の『カラスの親指』で初の本格的な映画出演を果たすが、主演の阿部寛や石原さとみらと並ぶ重要なキャストであり、あまりの役の大きさに「僕、ホンマに知りまへんで」と発言する。
2016年12月7日、「浅草キッド」でCDデビューを果たす。
2018年4月6日、胆石と胆のうの摘出手術を受けたことを公表。
2021年度のキングオブコントに、大会規定の改定で即席ユニットの参加が認められるようになったことを受け、間寛平と結成したコンビ「ヤギとひつじ」で出場し準決勝まで勝ち進むも、ネタ見せのタイムオーバーで失格となり敗退した。

## 人物
- 『明石家マンション物語』（1999年10月13日 - 2001年9月26日、フジテレビ系）の「ダメダメボーイズ」では、「ダメダメボーイNo.7」として出演し、スケッチブックを使って自分で描いた絵を披露。小道具を用いた一発芸は、バトルオワライヤルIIや笑いの金メダルでその才能が遺憾なく発揮された。また関西ローカルで放送されていた『しっぽまでアンコ!』という番組内の企画においては一発芸に関してはスベリ知らずで「ショージが小道具を用いた一発芸をすると必ず大爆笑をかっさらう」という、全国区でのイメージからは想像がつきにくい一面を見せていたこともあった。
- 様々な番組で「一般人」の扱いを受けているが、そもそも「芸がない」「ギャグがスベる」「一般人扱い」自体が持ちネタの一つであり、誰でもツッコめるようなベタなネタを平然と行うのが強み。ギャグで笑わせず、ギャグがスベった後の妙な雰囲気と可笑しさで笑いを誘う、いわゆる「すべり芸」を世間一般に広めた代表格の一人と言われる。ダウンタウンの松本人志も自身のラジオ番組で「天才」、今田耕司も「我々ピン芸人の神様」と絶賛している。
- スベることを逆に利用し、ゴルフグリップ業者「elite grips」のCMに2015年から出演。「スベリ知らず」と銘打っている。
- さんまによると「ある時を機会に吹っ切ってしまった」とのことで、ショージ本人はそんな自分の芸風と現状に「2時間ぐらい笑いが無くても汗もかかない。客の方が嫌な汗かいてる」と笑って述べている。
- 東野幸治曰く、「会社の方から『あまり関わり合い持つな』と言われている」。
- 中日ドラゴンズ投手の吉見一起や北海道日本ハムファイターズ捕手の鶴岡慎也に顔が似ている。
- 数年ごとに東京の全国ネット番組でレギュラーになり（大体はさんま絡み）、「今回こそ全国的に大ブレイクか」と思わせるが、毎度毎度何も無かったように引いていく。そして、東京では年末の『明石家サンタの史上最大のクリスマスプレゼントショー』ぐらいでしか顔を見ることもなくなり、さんまのトークの中に現れるぐらいになる。さんまがメインパーソナリティーを務めるラジオ番組『MBSヤングタウン土曜日』（毎日放送）では、ショージが呟いた一言にさんまや玉井健二のみが大笑いして他の出演者がキョトンとする時がある。さんま曰く「お前は俺だけに面白い」。
- 三代目松鶴家千とせから、自身の没後に四代目を襲名してもかまわない、との許可をもらっている（「お台場明石城」より）。
- 『痛快!明石家電視台』の特別企画で1時間ネタを披露し続けたこともある。なお、ルミネtheよしもとでは、中川家、ダイノジなどのお笑いコンビと組むことが多い。
- 『ダウンタウンのガキの使いやあらへんで!!』に1999年頃初出演をし、この頃は企画会議という設定でダウンタウンらの発言に応じ一発ギャグで返すというものだった。それから数年経った2006年頃から村上が舞妓、ドラキュラ伯爵、闘牛士などに扮しダウンタウンらレギュラー出演者を指導しながらギャグを行う企画が不定期で行われるようになった。なお同番組のレギュラー出演者である後輩のダウンタウンからは「ショージ兄やん」、ココリコ・月亭方正からは「ショージ師匠」と呼ばれている。
- 『おしん』の舞台よりもはるかに貧しい生活をおくっていたため、「『おしん』はホームコメディ」と感想を述べ、さんまを驚かせた。
- あまりに貧しかったため、長い間子供時代の写真が1枚も見つからず、テレビ番組で幼少期の写真として出してきたものは、実は家族の写真だったとカミングアウトしている。しばらく経ってから親戚の家が改装工事をした際にやっと、赤ん坊だった頃の自分が写った写真が出てきた事を先述のガキの使いの企画内で発表した。
- 『雨上がり決死隊のトーク番組アメトーーク!』で中川家や博多華丸・大吉などショージを慕う芸人で「村上ショージファミリー」を行った際に、ショージの芸歴・年度・出来事（番組出演など）を示したフリップが出たが、途中13年分が完全な空白になっていた。雨上がり決死隊曰く「スタッフが徹夜してまで真剣に調べたけど、これしか出なかった」。また、その空白の13年の中には博多華丸・大吉と一緒に行ったショージの福岡での冠番組があるはず（Doの夜はとことん）だった。
- 2002年7月1日、『関口宏の東京フレンドパークII』で間寛平と来園したが、金貨0枚に終わった。
- 2005年9月、知床で騒いでいた村上ショージと読売テレビスタッフに、男性観光客が口頭で注意。しかし、口汚く反論され、さらには体を押さえつけられたとして警察に通報した。駆けつけた警察署員の前でもスタッフらの態度は変わらず、男性観光客は後日読売テレビへ抗議。当初、ショージは謝罪の意志を示さなかったが、再度警察に相談したところ、ようやく行き過ぎた言動に対してテレビ局及びショージが男性に謝罪する事態となった[17]。
- 2008年12月3日、「ルミネtheよしもと」で公演された「村上ショージ独演会・第5章」に、独演会の主演である村上ショージが出演しないという前代未聞の事態が起こった。劇場側からは事前に「村上ショージが出演しない」という告知は一切されておらず、観客には開幕後に舞台上から告知された。当日のチケットを所有している観客を無料で招待するお詫び公演が2009年1月に開催された。この件に関し、2008年12月25日放送の『明石家サンタの史上最大のクリスマスプレゼントショー』番組内で、明石家さんまに「なぜ出演しなかったのか」と問われた村上は、「自信が無くなって…」と答えている。
- 2008年12月20日放送の金曜プレステージ『さんまの笑顔映像グランプリ2008』でラサール石井の面白かった映像紹介で爆笑レッドカーペットで本当に一瞬でネタを終えた芸人と紹介される。中身は鎧騎士姿で登場し「おはようございます」と挨拶したのち携帯電話を取り出し「社長、これ何の罰なんです？」と言って終わると言うものだった。
- 2010年3月1日放送の『しゃべくり007」に出演した明石家さんまは、「一番面白い芸人」にジミー大西と共にショージの名を挙げている。
- 趣味は水墨画、個展を開いたこともある。
- 弟子によね皮ホホ骨、ベン山形等がいる。娘は元ピン芸人で芸術家・女優のTSUMIKI☆YANKE（旧名・バターぬりえ、ぬゅぬゅゅゆゅゅゅゅゅ）[1]。

### ギャグ
- 「ドゥーン!」（鼻柱をつまんで手を素早く前に動かしながら）
  - 元ネタは、ショージの父親が、よく手鼻をかんでいたのを真似したものであると本人が語っている（競馬場の達人第33話）。
  - （さんま）が中野忠晴の「山寺の和尚さん」のリズムに合わせ「山寺の」（ショージ）「ドゥンドゥンドゥン」というパターンも存在する。「Yes,I ドゥーン!」と答えるパターンもある。
  - ルミネtheよしもとでは、3日に1回以上とかなり高い頻度でこのギャグが見られる。『笑っていいとも!』で「外国人に教えたいギャグは?」というアンケートがあったが、何と100人中2人が「ドゥーン!」を挙げていた。ちなみに間寛平は「かいーの」で1票獲得、一方でレイザーラモンHGの「フォー!」は0票に終わっている。
  - 桑田佳祐の楽曲「ダーリン」の間奏において桑田が「ドゥーン!」というシャウトを行っており、実際にこのギャグをもとにしたと自身のラジオ番組内で語っている。
- 「ボンジュ〜ル、マドモアゼ〜ル、かき混ぜ〜る」
  - 太田光（爆笑問題）がアサヒカクテルパートナーのCMで使ったことがある。
- 「さみち〜の」ペペロンチーノと絡ませての三段ギャク
- 「何を言う〜!早見優〜!」
『オレたちひょうきん族』でこのギャグを連発したところ、一度ひょうきん族収録中に本物の早見優が飛び入り参加、ショージの目の前で「…早見優〜!」と言ってのけた。
志村けんは「そこまで言う!早見優!北天佑!醤油!ラー油!アイラブユ〜!」という類似ギャグを持っている（ただし「そこまで言う!」の元ネタはとんねるずが『とんねるずのみなさんのおかげです』内のコントで使用していたギャグ）。
『痛快!明石家電視台』で、「何を言う〜!早見優〜!」の後に醤油の小瓶を出しながら「しょ〜ゆ〜!」と言ってしまったため、明石家さんまに「（醤油は）ここ1番で使わなあかんねん、早々見せたらアカン」と突っ込まれたことがある。
- 「ウェルカム、腕噛む、どこ噛むねん!」
- 「長州（九州）、チャーシュー、皆の衆!」
- 「ティモン、肛門、見えたもん!」
- 「なんやそれそれ、腋も剃れー!アソコ剃れ剃れ、どんとそーれー、ちゃんとそーれー」
- 「アイムソーリー、ヒゲソーリー」
- 「軍隊、変態、そうですたい!」
- 「おいどん、牛丼、西郷どん!」
- 「牛タン、塩タン、何言うたん!」
- 「I want you（アイウォンチュー）、ホッペにチュー、僕3ちゅう!」
AKB48の「ヘビーローテーション」の出だしから替え歌で来ているものと思われる。
- 「変態（ヘンターイ）、止まれ！お父ちゃんやめてあげて!」
- 「仮面ライダー！変〜態！お父ちゃんやめてやめて!」
「お父ちゃんやめてあげて！」の時は、足をジタバタさせながら両手で隣の父親を注意して止める母親になる。
- 「ハッピーニューイヤーン、バカンス娘たちよ!」
- （主にさんまが北海道のことを口にすると）「でっかいどう!」
- 「そんな○○なわけないやん…ホンマや!」
- 「気を付けっ、回れ〜、右っ、後ろへ〜進めっ…ありゃりゃ、ありゃりゃ、ありゃりゃ!」
- 『痛快!明石家電視台』のクイズコーナーで
（さんま）「あーこれ、もう絶対（答えが）わかるわ」
（ショージ）「わかるわけないですやん」
（さんま）「絶対わかるって!」
（ショージ）「わからへんって!」
（さんま）「わからへんか?」
…このやりとりが何度か続く
（ショージ）「えっ、何でわかるの?」
（さんま）「だって俺、答え知ってるもん」
（ショージ）「えぇぇぇぇぇっ!!」
- 「痛いの痛いの、屯田兵!!」
- 「オレはアレか!」「どれや!」
- 「それでは、VTR、スカート! めくっちゃいやん!」（番組のレポーターとして、VTR映像を紹介する時に、）
- 「しょうゆうこと!」（相手から「それ、どういうこと？」などと振られると、キッコーマン醤油のガラス製醤油差しを持って、）
2008年7月26〜27日の『FNS27時間テレビ』では、「クイズ!ヘキサゴンII」のコーナーでショージが使うと、明石家さんまを初め、タモリ、木村拓哉、ラサール石井、小堺一機、ウエンツ瑛士らが、それぞれの出演場面で醤油差しを手に、「しょうゆうこと!」と連発。27時間に及んだ同番組のグランドフィナーレでも、さんまが最後に、「しょうゆうこと！」で締めくくった。ショージのギャグがブレイクした27時間だった。また、最近ではさんま司会の番組などで、さんまが芸人などにこのネタを振ることが多く、俳優の中井貴一やサザンオールスターズの桑田佳祐、元MBSアナウンサーの角淳一などもこのギャグを披露したことがある。このギャグが人気を集め、ショージ自ら企画に関わった、ショージの似顔絵入りのオリジナル醤油差し「村上ショージ特選ギャグ しょうゆうこと」が2008年10月からなんばグランド花月やルミネtheよしもとほか吉本グッズを取り扱う土産店で販売した。
- 「あ、それいただき!」(と言いながらペンでメモするしぐさをし、人のギャグを横取りしようとする。さんまも時折使う)
- 「ヒーラリンコヘラリンコ」（両手をバタバタさせて飛ぶポーズをしながら）
ショージのギャグの中ではダジャレをモチーフにない珍しいパターン。『あっぱれさんま大先生』の初代オープニングテーマの歌詞に「あっぱれぱれヘラリンコ」とこのギャグの一部が引用されている。
- 「銀座のママよ」（指で付け睫毛を表現しながら。大阪の場合は新地に変わる）
- 「見ざる 言わざる 聞かざる 何でござる？」「さんまの駐在さん」で、ギャグ発明家の役で出演時に言ったギャグだが、それを見せられた客に、無料公開番組にもかかわらず、「金返せ！」と罵倒された。

ほか多数

### 何人トリオとひょうきん族
- 「ラブユー貧乏」のコーナーでの貧乏話は、何人トリオの貧相な魅力の真骨頂を発揮した（ロス・プリモスの代表曲「ラブユー東京」の歌詞を貧乏ヴァージョンに歌い替えた曲「ラブユー貧乏」をバックで歌っていた）。以下主な貧乏話。
「よく、こういうこと言われますよね。『若いときの苦労は買うてでもせぇ』。売ったるから来いっちゅうねん!売ったるから来いや!!」
「焦ったらあかんで!もうちっと我慢せな。な?目の前の小銭より、10年後の大金!10年経ったがな!ヒューズ飛びました…」
「皆さんは、楽屋の金盗んだことありますか?僕あります。でも、怖くないんです。窃盗より貧乏の方が怖いの、僕知ってます」
「羽毛布団、買おうと思ってるんです。疲れがよく取れるんですって。羽毛布団、軽いんですって。暖かいんですって。店、行きました。値段聞きました。17万円!寝込みました…」
「皆さんは、フジテレビの食堂の食券を他人に売ったことありますか?僕あります」
「皆さんは、親の形見を質屋に入れたことありますか?僕、金欲しさに親父の時計入れてしまいました…。入れるの簡単やけど、出すのなかなか難しいね!」
「お金持ちで病弱なのも辛いけど、健康で貧乏なのもめちゃくちゃ辛いですよ。することおまへんもん!」
「ママレモン、シャンプーに使ってますー…」
「カレーパンのカレーをご飯にかけて食べました…」
「買いました。冷蔵庫です。冷蔵庫買いましたよ、冷蔵庫。2ドア!冷蔵庫です。買いましたよ、2ドア!スイッチ入れました。ヒューズ、飛びませんよ。床抜けました…」
「知ってますか？世界一速い男、カール・ルイス。100m、9秒9ですよ、9秒9[注 1]！世界一速い男。なんでせえへんねん、食い逃げ!」
「JR!新幹線…、東京-大阪間3時間!最高時速220km!速いですねぇ。目にも止まらぬ速さ!何でせえへんねん、食い逃げ!」
（当初出した前者のネタが全くウケず、スタッフからのダメ出しでコーナー全て撮り直しになった際に咄嗟に出たものが後者である。この時の収録は取り直し前後すべて放送された）
「花の命は短いけれど、なぜか好きなの、たんぽぽの花。ひとり荒野に咲いている、風に吹かれて舞い上がる綿帽子、なんでせえへんねん、食い逃げ!」
- 「何人トリオ」は本来は「難民トリオ」であるが、諸般の事情で「何人トリオ」となった。
- 「ラブユー貧乏」はシングルも発売。「何人トリオ」のセリフ編とロス・プリモスの歌唱編からなる。
- 「かまへんライダー」のコーナーではイエロー役（レッドはさんま、ブルーはラサール石井、グリーンは前田政二、ピンクはMr.オクレ）。

## 作品

### シングル
- 浅草キッド（2016年12月7日、よしもとアール・アンド・シー） - ビートたけしの「浅草キッド」のカバー[13]

## 出演

### 現在

#### テレビ
レギュラー
- 痛快!明石家電視台（毎日放送）
- おかべろ（関西テレビ） - 「秘伝ハンター」レポーター（間寛平と共演）

準レギュラー
- ダウンタウンのガキの使いやあらへんで!!（日本テレビ） - 不定期、村上ショージ教室シリーズに出演

特番
- 明石家サンタの史上最大のクリスマスプレゼントショー（フジテレビ）

ドラマ
- スカーレット（2019年下期連続テレビ小説） - 慶乃川善 役

#### ラジオ
- MBSヤングタウン土曜日（毎日放送）
- こんちわコンちゃんお昼ですょ!（毎日放送） - 火曜日など他

#### ネット
- 村上ショージのあぁ言っちゃった!（2020年12月25日 - 、Radiotalk）[18]

### 過去

#### テレビ
- オレたちひょうきん族（フジテレビ）
- 森田一義アワー 笑っていいとも!（フジテレビ） - 1989年頃の準レギュラー、以後数回ゲスト出演。
- しっぽまでアンコ!（関西テレビ）
- 紳竜・さんまのスクープ一直線（フジテレビ）
- さんまのゴメンねわがままで（テレビ朝日）
- Doの夜はとことん（テレビ西日本）
- 明石家多国籍軍（毎日放送）
- 生さんま みんなでイイ気持ち!（フジテレビ）
- 明石家出版（日本テレビ）
- 明石家マンション物語（フジテレビ）
- 明石家ウケんねん物語（フジテレビ）
- さんま・ショージ・ジミー 笑いっぱなし欧州旅行（日本テレビ）
- おとなのえほん（サンテレビ）
- くちコミ☆ジョニー!（日本テレビ） - 木曜レポーター
- ネプリーグ (フジテレビ)
- クイズ!ヘキサゴンII（フジテレビ） - 不定期
- 最終警告!たけしの本当は怖い家庭の医学（朝日放送） - 不定期
- ちちんぷいぷい（2014年4月 - 2021年3月、毎日放送） - 『痛快!明石家電視台』を収録しない週の月曜日に出演
- プリ♥プリ→プリプリ（毎日放送） - 火曜→金曜レギュラー
- リンカーン（TBS） - ショージ村上のすべる話
- ロバートハウス（福岡放送）- コーナーレギュラー
- さんま&くりぃむの芸能界(秘)個人情報グランプリ（フジテレビ）
- 明石家さんまが本気であすにも住みたい街を探す旅（TBS）

ドラマ
- 心はロンリー気持ちは「…」（1986年・1997年・2003年、フジテレビ）
- 明石家さんま殺人事件（1989年、フジテレビ）
- あすか（1999年 - 2000年、NHK） - 今村誠一 役
- 利家とまつ〜加賀百万石物語〜（2002年、NHK） - 氷見助右衛門 役
- ホーム&アウェイ 第3話（2002年、フジテレビ）
- 丹下左膳（2004年、日本テレビ）
- 月曜ミステリー劇場「湯の町コンサルタント3 琵琶湖真珠殺人事件」（2004年、TBS） - 野瀬一平 役
- ヘレンときよしの物語（2006年、日本テレビ） - プロデューサー 役
- ホームレス中学生（2008年、フジテレビ） - お金を落とすおっちゃん 役
- トッカン 特別国税徴収官 第4話（2012年、日本テレビ） - メガネ屋店主 役
- ピロートーク〜ベッドの思惑〜 第9話（2012年、関西テレビ） - ビリケンさん（声） 役
- だんらん（2013年、関西テレビ） - 主演：矢沢修 役
- 五つ星ツーリスト〜最高の旅、ご案内します!!〜 第6・9・11話（2015年、読売テレビ） - 迫田健三 役

ラジオ
- JAM JAM OSAKA（ラジオ大阪）

舞台
- 吉本新喜劇 - 1995年ごろに一座員としてなんばグランド花月に定期的に出演
- スーパー銭湯LIVE「ユーラン・ルージュ～笑いの源泉かけ流し！～」（2022年6月3日・4日〈予定〉、よみうりホール）[19]

### 特別・単発出演
- 村上ショージの世界（1997年2月7日、TBS） - 初の冠番組
- とんねるずのみなさんのおかげでした（2003年5月1日、フジテレビ）-「細かすぎて伝わらないモノマネ選手権」の前身企画「おもしろい奴は誰だ！アクションギャグ選手権」に出演。
- 爆笑レッドカーペット（フジテレビ） - キャッチコピーは「カーペットの上で何を言う」コラボカーペットで、中川礼二（中川家）（10月8日放送）と共演。
- お笑いDynamite!（2008年12月29日、TBS） - キャッチコピーは「昭和のギャグマシーン」
- 爆笑ホワイトカーペット（2009年10月3日、フジテレビ）- キャッチコピーは「カーペットの上で何を言う」
- ビットワールド（2013年7月5日、NHK Eテレ）
- 歴史秘話ヒストリア（2014年1月4日、NHK総合テレビジョン） - 豊臣秀吉 役
- 家-1グランプリ2020〜お笑い自宅芸No.1決定戦〜（2020年5月3日、ABEMA）[20]

#### テレビアニメ
- こちら葛飾区亀有公園前派出所第204話（2000年） - 村上 役

### 映画
- 昭和鉄風伝 日本海（1991年）- 喫茶店マスター 役
- まむしの兄弟（1997年）- 売人元締め 役
- 難波金融伝・ミナミの帝王 劇場版PART14 リストラの代償（1999年）- 井手 役
- 男前 泣いて笑って泥まみれ（2004年）
- NIN×NIN 忍者ハットリくん THE MOVIE（2004年）- 甲賀忍者大道芸人 役
- 銀のエンゼル（2004年）
- 怪談（2007年） - 甚蔵 役
- カラスの親指（2012年）- 入川鉄巳 役
- トリック劇場版 ラストステージ（2014年） - 村上商事会長 役
- 五つ星ツーリスト THE MOVIE 〜究極の京都旅、ご案内します!!〜（2015年） - 迫田健三 役
- フローレンスは眠る（2016年） - 村田和男 役[21]
- 決算! 忠臣蔵（2019年） - 前田屋茂兵衛 役

### CM
- ナムコファミリーマージャン（1987年）
- 池田模範堂 ムヒ（1988年） - Mr.オクレと共演
- サークルKサンクス（1996年、名古屋ローカル） - ピーチーズ全員で
- 焼肉のひかり（1999年、福岡ローカル）
- MSN「Come on! MSN」（2000年）
- ザ・ガーデネスクシティ（2006年、関西ローカル）
- ミスタードーナツ（2007年）
- ひらかたパーク「アイススクエア」（2008年、関西ローカル）
- スペースシャワーTV
- 通販王国（2011年） - 北海道のロケーション収録で海産物を紹介
- オートバックス（2015年）
- エリートグリップ - elite glips（2015年 - ）
- マクドナルド（2021年） - 「日本マクドナルド開業50年記念CM」[注 2]、「ハワイなう！」

### Vシネマ
- 「難波金融伝・ミナミの帝王」Vol.48「一千万の銃弾」（2003年）

### インターネット配信
- Jimmy〜アホみたいなホンマの話〜（2018年、Netflix） - 演じた俳優・尾上寛之
- HITOSHI MATSUMOTO presents ドキュメンタル（2018年、Amazonプライム・ビデオ）- シーズン6出演